# Lofsöngur

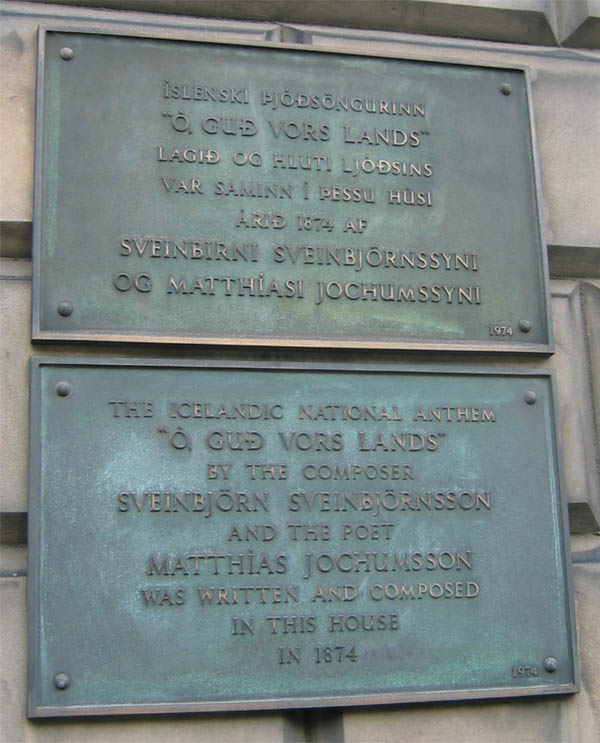
Targa commemorativa a Edimburgo sulla parete della casa dove fu composto principalmente l'inno.

Lofsöngur ([ˈlɔvˌsœiŋkʏr̥], in italiano: "Canto di preghiera"), chiamato anche Ó, guð vors lands (in italiano: "O Dio della nostra terra"), è l'inno nazionale dell'Islanda.
Ispirato al salmo 90, l'inno risale al 1874, il testo fu composto da Matthías Jochumsson e la musica da Sveinbjörn Sveinbjörnson.

## Storia
La melodia dell'inno venne composta da Sveinbjörnson durante un breve soggiorno ad Edimburgo.
La prima esecuzione pubblica dell'inno avvenne il 2 agosto 1874 nella cattedrale di Reykjavík, alla presenza del re Cristiano IX. Composta per la celebrazione del primo millennio della riunione del parlamento islandese, avvenuta nella zona di Þingvellir nel sud dell'Islanda, luogo oggi divenuto monumento nazionale, la musica da canto religioso si diffuse poco a poco come simbolo nazionale fra gli islandesi che chiedevano ai dominatori danesi una maggiore autonomia. Nel 1915 la Danimarca concesse l'autonomia locale, e gli islandesi si munirono di una propria bandiera e adottarono questo canto come inno locale. Nella seconda guerra mondiale la Danimarca venne occupata dalla Germania nazista, di conseguenza l'Islanda venne occupata per protezione dal Regno Unito.
Proclamata l'indipendenza e la nascita della Repubblica islandese nel 1944, l'inno e la bandiera divennero ufficiali.

## Testo
Testo originale in islandese
Ó, guð vors lands! Ó, lands vors guð!

Vér lofum þitt heilaga, heilaga nafn!

Úr sólkerfum himnanna hnýta þér krans

þínir herskarar, tímanna safn.

Fyrir þér er einn dagur sem þúsund ár

og þúsund ár dagur, ei meir:

eitt eilífðar smáblóm með titrandi tár,

sem tilbiður guð sinn og deyr.

Íslands þúsund ár!

Íslands þúsund ár!

eitt eilífðar smáblóm með titrandi tár,

sem tilbiður guð sinn og deyr.

Ó, guð, ó, guð! Vér föllum fram

og fórnum þér brennandi, brennandi sál,

guð faðir, vor drottinn frá kyni til kyns,

og vér kvökum vort helgasta mál.

Vér kvökum og þökkum í þúsund ár,

því þú ert vort einasta skjól.

Vér kvökum og þökkum með titrandi tár,

því þú tilbjóst vort forlagahjól.

Íslands þúsund ár,

voru morgunsins húmköldu, hrynjandi tár,

sem hitna við skínandi sól.

Ó, guð vors lands! Ó, lands vors guð!

Vér lifum sem blaktandi, blaktandi strá.,

Vér deyjum, ef þú ert ei ljós það og líf,

sem að lyftir oss duftinu frá.

Ó, vert þú hvern morgun vort ljúfasta líf,

vor leiðtogi í daganna þraut

og á kvöldin vor himneska hvíld og vor hlíf

og vor hertogi á þjóðlífsins braut.

Íslands þúsund ár,

verði gróandi þjóðlíf með þverrandi tár,

sem þroskast á guðsríkis braut.
Traduzione prima strofa
O Dio della nostra terra! O Dio della nostra terra!

Noi adoriamo il Tuo santo, santo nome.

Dai sistemi stellari del Cielo ti poniamo in testa una corona

noi, legioni, età del tempo.

Per Te un giorno sono mille anni,

e mille anni, non più d'un giorno:

un fiorellino eterno che, con lacrime tremolanti,

venera Dio e muore.

I mille anni dell'Islanda!

I mille anni dell'islanda!

un fiorellino eterno che, con lacrime tremolanti,

venera Dio e muore..